# 1912年ストックホルムオリンピックのロシア選手団
1912年ストックホルムオリンピックのロシア選手団（1912ねんストックホルムオリンピックのロシアせんしゅだん）は、1912年5月5日から7月27日にかけてスウェーデンの首都ストックホルムで開催された1912年ストックホルムオリンピックのロシア選手団、およびその競技結果。

## 概要
今大会は銀メダル2個、銅メダル3個の合計5個のメダルを獲得した。

## メダル
| メダル | 選手名 | 競技       | 種目                            |
| ------ | ------ | ---------- | ------------------------------- |
| 銀     | [[]]   | 射撃       | 男子30mミリタリーレボルバー団体 |
| 銀     | [[]]   | レスリング | 男子75kg級                      |
| 銅     | [[]]   | セーリング | 男子10m級                       |
| 銅     | [[]]   | 射撃       | 男子トラップ                    |
| 銅     | [[]]   | ボート     | 男子シングルスカル              |